# Модель свободных электронов
Модель свободных электронов, также известна как модель Зоммерфельда или модель Друде-Зоммерфельда, — простая квантовая модель поведения валентных электронов в атоме металла, разработана Арнольдом Зоммерфельдом на основе классической модели Друде с учётом квантово-механической статистики Ферми — Дирака. Электроны металла рассматриваются в этой модели как Ферми-газ.
Отличие модели Зоммерфельда от модели Друде в том, что в кинетических процессах участвуют не все валентные электроны металла, а только те, которые имеют энергию в пределах {\displaystyle k_{B}T} от энергии Ферми, где {\displaystyle k_{B}} — постоянная Больцмана , T — температура. Это ограничение возникает благодаря принципу Паули, запрещающему электронам иметь одинаковые квантовые числа. Как следствие при конечных температурах состояния с низкими энергиями заполнены, что препятствует электронам изменить свою энергию или направление движения.

Плотность состояний трёхмерного газа фермионов пропорциональна квадратному корню из кинетической энергии частиц.

Несмотря на свою простоту, модель объясняет много разных явлений, среди которых:
- закон Видемана — Франца;
- температурная зависимость теплоёмкости;
- электрическая проводимость;
- термоэлектронная эмиссия;
- форма плотности состояний электронов;
- диапазон значений энергий связи.

## Основные идеи и предположения
Если в модели Друде электроны металла делились на связанные и свободные, то в квантовой механике вследствие принципа тождественности частиц электроны коллективизированы и принадлежат всему твёрдому телу. Остовы атомов металла образуют периодическую кристаллическую решётку, в которой, по теореме Блоха, состояния электронов характеризуются квази-импульсом. Энергетический спектр электронов металла распадается на зоны, важнейшей из которых является частично заполненная зона проводимости, образованная валентными электронами.
Модель Зоммерфельда не конкретизирует закон дисперсии для электронов в зоне проводимости, считая лишь, что отклонения от параболического закона дисперсии свободных частиц незначительны. В начальном приближении теория пренебрегает электрон-электронным взаимодействием, рассматривая электроны как идеальный газ. Однако для объяснения кинетических процессов, таких как электро- и теплопроводность, рассеяние электронов друг на друге, на колебаниях кристаллической решётки и дефектах, её необходимо учитывать. При рассмотрении этих явлений важно знать распределение частиц по энергиям. Поэтому для описания кинетики электронов используется уравнение Больцмана. Электростатическое поле внутри проводника считается слабым благодаря экранированию.

## Энергия и волновая функция свободного электрона

Плоская волна, движущаяся вдоль оси x. Различные цвета соответствуют различным фазам волны.

Уравнение Шредингера для свободного электрона имеет вид
{\displaystyle -{\frac {\hbar ^{2}}{2m}}\nabla ^{2}\Psi (\mathbf {r} ,t)=i\hbar {\frac {\partial }{\partial t}}\Psi (\mathbf {r} ,t)}
Волновая функция {\displaystyle \Psi (\mathbf {r} ,t)} может быть разделена на пространственную и временную части. Решением зависимого от времени уравнения будет
{\displaystyle \Psi (\mathbf {r} ,t)=\psi (\mathbf {r} )e^{-i\omega t}}
с энергией
{\displaystyle E=\hbar \omega }
Решением пространственной, независимой от времени части будет
{\displaystyle \psi _{\mathbf {k} }(\mathbf {r} )={\frac {1}{\sqrt {\Omega _{r}}}}e^{i\mathbf {k} \cdot \mathbf {r} }}
с волновым вектором {\displaystyle \mathbf {k} }. {\displaystyle \Omega _{r}} имеют объём пространства, где может находиться электрон. Кинетическая энергия электрона задаётся уравнением:
{\displaystyle E={\frac {\hbar ^{2}k^{2}}{2m}}}
Решением в виде плоской волны этого уравнения Шрёдингера будет
{\displaystyle \Psi (\mathbf {r} ,t)={\frac {1}{\sqrt {\Omega _{r}}}}e^{i\mathbf {k} \cdot \mathbf {r} -i\omega t}}
Физика твёрдого тела и физика конденсированных сред в основном занимаются независимым от времени решением {\displaystyle \psi _{\mathbf {k} }(\mathbf {r} )}.
Учёт периодичности кристаллической решётки по теореме Блоха изменяет эту функцию на
{\displaystyle \Psi (\mathbf {r} ,t)={\frac {1}{\sqrt {\Omega _{r}}}}\phi (\mathbf {r} )e^{i\mathbf {k} \cdot \mathbf {r} -i\omega t}},
где {\displaystyle \phi (\mathbf {r} )} — периодическая функция. Изменяется также зависимость энергии от волнового вектора. Для учёта этих модификаций широко применяются разнообразные модельные гамильтонианы, например: приближение почти свободных электронов, приближение сильной связи и так далее.

## Энергия Ферми
Принцип Паули запрещает электронам иметь волновые функции с одинаковыми квантовыми числами. Для электрона, описываемого волной Блоха, квантовыми числами являются квази-импульс и спин. Основное состояние электронного газа соответствует ситуации, когда заполнены все одноэлектронные состояния с наименьшей энергией до определенной энергии {\displaystyle E_{F}}, которая называется энергией Ферми. Для параболической зоны энергия задана как
{\displaystyle E(\mathbf {k} )={\frac {\hbar ^{2}k^{2}}{2m}}},
такое заполнение означает, что все состояния с волновым вектором меньше, чем
{\displaystyle |\mathbf {k} |<k_{F}}, {\displaystyle k_{F}}, который называют волновым вектором Ферми, заняты. Вектор Ферми равен
{\displaystyle k_{F}=(3\pi ^{2}N_{e}/V)^{1/3}},
где {\displaystyle N_{e}} — общее количество электронов в системе, а V — полный объём.
Тогда энергия Ферми
| {\displaystyle E_{F}={\frac {\hbar ^{2}}{2m}}\left({\frac {3\pi ^{2}N_{e}}{V}}\right)^{2/3}} |
В приближении почти свободных электронов {\displaystyle Z}-валентного металла следует заменить {\displaystyle N_{e}} на {\displaystyle NZ}, где {\displaystyle N} — полное количество ионов металла.

## Распределение электронов по энергии
При ненулевой температуре электронная подсистема металла не находится в основном состоянии, однако разница будет оставаться относительно небольшой, если {\displaystyle k_{B}T\ll E_{F}}, что обычно выполняется. Вероятность того, что одноэлектронное состояние с энергией E будет занятым, задаётся функцией Ферми
{\displaystyle f(E)={\frac {1}{e^{(E-E_{F})/k_{B}T}+1}}},
где {\displaystyle E_{F}} — уровень Ферми. При абсолютном нуле температуры {\displaystyle E_{F}=\mu }, где {\displaystyle \mu }- химический потенциал. 

## Предсказания теории
Модель позволяет правильно описать ряд свойств металлов и их изменений, связанных с температурой.

### Теплоёмкость
При нагревании электронам металла передаётся энергия. Однако электроны, энергия которых меньше энергии Ферми, не могут изменить своего состояния. Для этого им пришлось бы перейти в состояние с большей энергией, которое уже с большой вероятностью занято другим электроном, а принцип Паули это запрещает. Поэтому энергию могут получить только электроны с энергией, близкой к энергии Ферми. Таких электронов мало, примерно {\displaystyle N_{e}k_{B}T/E_{F}\ll N_{e}}. Поэтому при высоких температурах вклад электронной подсистемы в теплоёмкость металла малый по сравнению с вкладом атомов кристаллической решётки.
Ситуация меняется при малых температурах, меньших, чем температура Дебая, когда теплоёмкость решётки пропорциональна {\displaystyle T^{3}}, тогда как теплоёмкость электронной подсистемы пропорциональна {\displaystyle T}.  Тогда вклад электронов в теплоёмкость доминирует, и теплоёмкость металла, в отличие от диэлектриков, пропорциональна температуре.

### Электропроводность
Модель Зоммерфельда помогла преодолеть проблему модели Друде с величиной длины свободного пробега электронов. В модели Друде плотность электрического тока задается формулой
{\displaystyle \mathbf {j} =n{\frac {e^{2}\tau }{m}}\mathbf {E} },
где {\displaystyle n} — плотность электронов, {\displaystyle \tau } — время релаксации. Если {\displaystyle n} равно числу валентных электронов в твёрдом теле, то для получения реальных значений проводимости металлов время релаксации, а следовательно — и длина пробега электрона должны быть малыми, что противоречит теории идеального газа. В модели Зоммерфельда {\displaystyle n} — доля электронов с энергией, близкой к энергии Ферми. Она пропорциональна малой величине {\displaystyle k_{B}T/E_{F}}. Тогда электронов, которые могут ускоряться электрическим полем, в металле относительно мало, но длина их пробега велика.